# Grega Bole
Grega Bole (* 13. August 1985 in Jesenice) ist ein slowenischer Radrennfahrer.

## Sportliche Karriere
Grega Bole begann seine Karriere 2005 bei dem slowenischen Radsportteam Radenska Rog. Im Laufe seiner Radsportlaufbahn gelangen ihm zahlreiche Etappensiege bei kleineren, aber hochklassig besetzten Rundfahrten, wie etwa bei der Slowakei-Rundfahrt (2006), der Vuelta a Asturias (2009), beim Critérium du Dauphiné (2010) und beim Circuit des Ardennes (2014). 2007 gewann er Lüttich–Bastogne–Lüttich Espoirs, welches die U23-Variante von Lüttich–Bastogne–Lüttich ist, und 2009 wurde er Militärweltmeister im Einzelzeitfahren. 2011 wurde er slowenischer Meister im Straßenrennen und gewann den Grand Prix Ouest France. 2016 entschied er die Tour de Korea für sich und 2018 zwei Etappen der Tour of Japan. 2018 gewann er zwei Etappen der Tour of Japan.
Bis einschließlich 2020 startete Bole elfmal bei den großen Landesrundfahrten. Seine beste Platzierung war Rang 61 beim Giro d’Italia 2015.
Nach der Saison 2020 beendete Bole seine Karriere als Radprofi. Nach einem Jahr Pause startet er seit 2022 für den saudischen Radsportverein Shabab Al Ahli Cycling Team. Bei der Tour of Sharjah 2022 gewann eine Etappe sowie die Gesamt- und die Punktewertung, 2023 gewann er die Gesamtwertung der Tour of Salalah.

## Erfolge
2006
- eine Etappe Paths of King Nikola
- eine Etappe Slowakei-Rundfahrt

2007
- Lüttich–Bastogne–Lüttich Espoirs
- eine Etappe Giro delle Regioni
- eine Etappe Giro del Friuli

2008
- Grand Prix Kranj

2009
- Gran Premio Nobili Rubinetterie
- eine Etappe Vuelta a Asturias
- eine Etappe Tour of Hainan
- Militärweltmeister – Einzelzeitfahren

2010
- eine Etappe Critérium du Dauphiné
- zwei Etappen Slowenien-Rundfahrt

2011
- Slowenischer Meister – Straßenrennen
- Grand Prix Ouest France

2013
- eine Etappe Tour de l’Ain

2014
- eine Etappe Circuit des Ardennes
- eine Etappe Szlakiem Grodów Piastowskich
- eine Etappe Tour de Korea
- eine Etappe Tour of Qinghai Lake

2015
- eine Etappe Kroatien-Rundfahrt

2016
- Gran Premio Costa degli Etruschi
- Gesamtwertung Tour de Korea

2018
- zwei Etappen und Punktewertung Tour of Japan
- Bergwertung Türkei-Rundfahrt

2022
- Gesamtwertung, eine Etappe und Punktewertung Tour of Sharjah

2023
- Gesamtwertung und eine Etappe Tour of Salalah

## Grand-Tour-Platzierungen
| Grand Tour            | 2010 | 2011 | 2012 | 2013 | 2014 | 2015 | 2016 | 2017 | 2018 | 2019 | 2020 |
| --------------------- | ---- | ---- | ---- | ---- | ---- | ---- | ---- | ---- | ---- | ---- | ---- |
| Giro d’ItaliaGiro     | –    | –    | –    | DNF  | –    | 61   | 135  | –    | –    | 110  | –    |
| Tour de FranceTour    | 125  | 127  | DNF  | –    | –    | –    | –    | 143  | –    | –    | –    |
| Vuelta a EspañaVuelta | 97   | –    | –    | 97   | –    | –    | –    | –    | –    | –    | DNF  |